# 約沙法

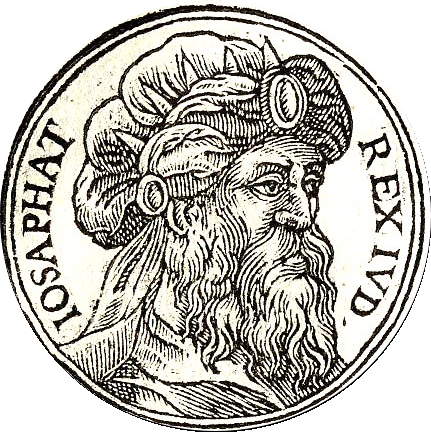
約沙法

約沙法（希伯來語：‎，前905年—前848年）天主教譯為約沙法特，是古代西亞國家猶大王國的第四任君主，他的父親是亞撒。

## 登年早期

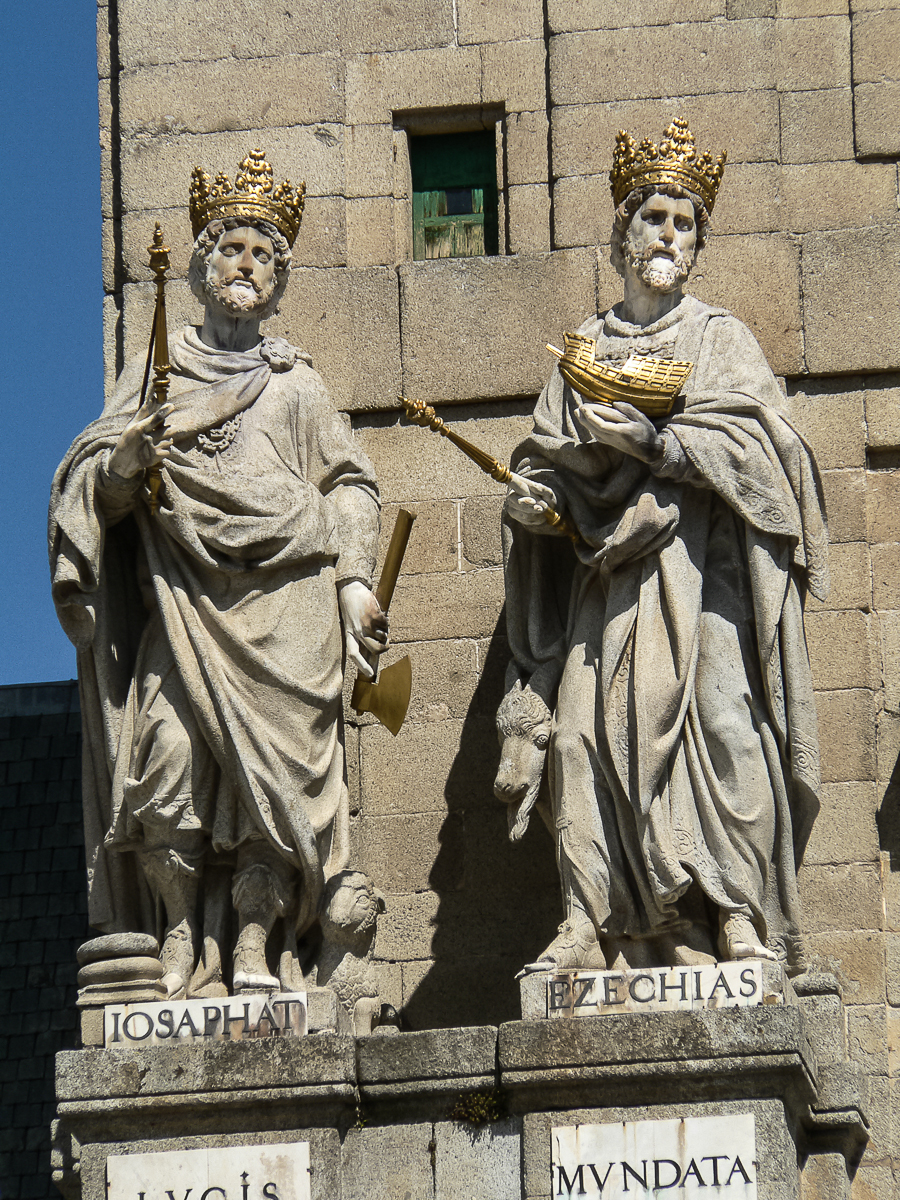
西班牙埃斯科里亞爾修道院上的約沙法國王和希西家國王雕像

約沙法在位的年期，目前歷史上有兩種講法：
1. 費毅榮（英语：Edwin R. Thiele）認為是從前870年到前848年；
2. 威廉·奧爾布賴特（英语：William F. Albright）認為是從前873年到前849年。

## 聖經相關章節
- 《列王紀上》第22章41-50節
- 《歷代志下》第17–20章

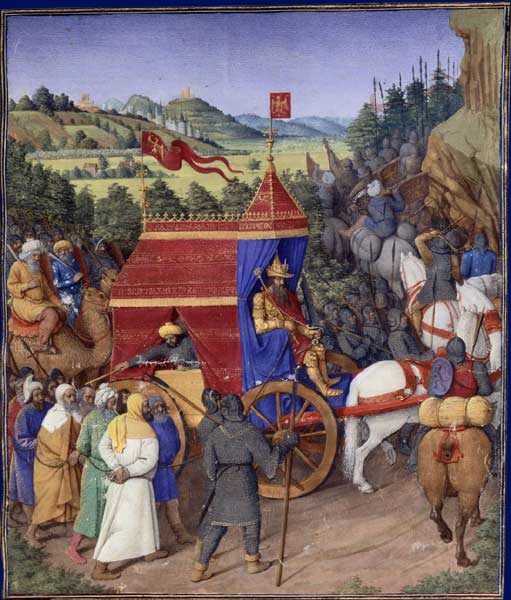
讓·富凱為約瑟夫斯的《猶太古史》所描繪的約沙法對敘利亞的阿達德的勝利，1470 年代所繪。

根据歷代志下17章记载，約沙法在位第三年，差遣大臣便亥伊勒、俄巴底、撒迦利雅、拿坦业、米该亚，带着耶和华的律法书，周游犹大各城去教训百姓；周围的列国都畏惧耶和华，不敢与约沙法争战。非利士人给约沙法纳来贡银；亚拉伯人也送他羊群一万多只。